# Orroli
Orroli település Olaszországban, Szardínia régióban, Cagliari megyében. Lakosainak száma 1965 fő (2023. január 1.). Orroli Esterzili, Nurri, Siurgus Donigala, Escalaplano és Goni községekkel határos.

## Népesség
A település lakossága az elmúlt években az alábbi módon változott:
| Lakosok száma | 2267 | 2224 | 1965 |
|               | 2017 | 2018 | 2023 |